# 益山平澤高速公路
益山平澤高速公路（：／ Iksan Pyeongtaek gosokdoro */?），是連接韓國全羅北道益山市和平澤市的一條高速公路。全長132公里。